# Dominicaanse Republiek op de Olympische Zomerspelen 2000
De Dominicaanse Republiek nam deel aan de Olympische Zomerspelen 2000 in Sydney, Australië. Net zoals de vorige edities werden er geen medailles gewonnen.

## Deelnemers en resultaten

### Atletiek
| Olympiër      | Onderdeel       | Resultaat | Prestatie                                          |
| ------------- | --------------- | --------- | -------------------------------------------------- |
| Carlos Santa  | 400m (m)        | 43e       | serie 1: 6de in 46,60                              |
| Félix Sánchez | 400m horden (m) | 20e       | serie 2: 3de in 49,70 halve finale 2: 7de in 49,69 |

### Boksen
| Olympiër         | Onderdeel | Resultaat | Prestatie                                                                                    |
| ---------------- | --------- | --------- | -------------------------------------------------------------------------------------------- |
| Yovanni Lorenzo  | -67kg (m) | 9e        | 1ste ronde: W van PAK Khan: 5-4 2de ronde: V van GER Küchler: scheidsrechterlijke beslissing |
| Juan José Ubaldo | -71kg (m) | 17e       | 1ste ronde: V van AUS Rowler: 7-16                                                           |
| Jerson Ravelo    | -75kg (m) | 17e       | 1ste ronde: V van AUS Miller: 7-8                                                            |

### Gewichtheffen
| Olympiër      | Onderdeel  | Resultaat | Prestatie                                                          |
| ------------- | ---------- | --------- | ------------------------------------------------------------------ |
| Plaiter Reyes | +105kg (m) | 21e       | trekken: 21ste met 157,5kg stoten: 21ste met 195kg totaal: 352,5kg |
|               |            |           |                                                                    |
| Wanda Rijo    | -75kg (m)  | 8e        | trekken: 9de met 95kg stoten: 7de met 120kg totaal: 215kg          |

### Judo
| Olympiër               | Onderdeel  | Resultaat | Prestatie                                                      |
| ---------------------- | ---------- | --------- | -------------------------------------------------------------- |
| Juan Carlos Jacinto    | -60kg (m)  | 21e       | 1ste ronde: V van ALG Rebahi herkansingen: V van CUB Hernández |
| Vicbart Geraldino      | -90kg (m)  | 21e       | 1ste ronde: V van ROU Croitoru                                 |
| José Augusto Geraldino | -100kg (m) | 21e       | 1ste ronde: V van AUT Birkfellner                              |
| José Vásquez           | +100kg (m) | 20e       | 1ste ronde: V van KAZ Berduta                                  |
|                        |            |           |                                                                |
| Eleucadia Vargas       | -63kg (v)  | 18e       | 1ste ronde: V van PRK Ji                                       |

### Zwemmen
| Olympiër                   | Onderdeel        | Resultaat | Prestatie               |
| -------------------------- | ---------------- | --------- | ----------------------- |
| Guillermo Cabrera Gonzalez | 200m rugslag (m) | 41e       | serie 1: 4de in 2.08,22 |

Albanië · Algerije · Amerikaanse Maagdeneilanden · Amerikaans-Samoa · Andorra · Angola · Antigua en Barbuda · Argentinië · Armenië · Aruba · Australië · Azerbeidzjan · Bahama's · Bahrein · Bangladesh · Barbados · België · Belize · Benin · Bermuda · Bhutan · Bolivia · Bosnië en Herzegovina · Botswana · Brazilië · Britse Maagdeneilanden · Brunei · Bulgarije · Burkina Faso · Burundi · Cambodja · Canada · Centraal-Afrikaanse Republiek · Chili · China · Chinees Taipei · Colombia · Comoren · Congo-Brazzaville · Congo-Kinshasa · Cookeilanden · Costa Rica · Cuba · Cyprus · Denemarken · Djibouti · Dominica · Dominicaanse Republiek · Duitsland · Ecuador · Egypte · El Salvador · Equatoriaal-Guinea · Eritrea · Estland · Ethiopië · Fiji · Filipijnen · Finland · Frankrijk · Gabon · Gambia · Georgië · Ghana · Grenada · Griekenland · Groot-Brittannië · Guam · Guatemala · Guinee · Guinee‑Bissau · Guyana · Haïti · Honduras · Hongarije · Hongkong · Ierland · IJsland · India · Indonesië · Irak · Iran · Israël · Italië · Ivoorkust · Jamaica · Japan · Jemen · Joegoslavië · Jordanië · Kaaimaneilanden · Kaapverdië · Kameroen · Kazachstan · Kenia · Kirgizië · Koeweit · Kroatië · Laos · Lesotho · Letland · Libanon · Liberia · Libië · Liechtenstein · Litouwen · Luxemburg · Macedonië · Madagaskar · Malawi · Malediven · Maleisië · Mali · Malta · Marokko · Mauritanië · Mauritius · Mexico · Micronesië · Moldavië · Monaco · Mongolië · Mozambique · Myanmar · Namibië · Nauru · Nederland · Nederlandse Antillen · Nepal · Nicaragua · Nieuw-Zeeland · Niger · Nigeria · Noord-Korea · Noorwegen · Oeganda · Oekraïne · Oezbekistan · Oman · Oostenrijk · Pakistan · Palau · Palestina · Panama · Papoea-Nieuw-Guinea · Paraguay · Peru · Polen · Portugal · Puerto Rico · Qatar · Roemenië · Rusland · Rwanda · Saint Kitts en Nevis · Saint Lucia · Saint Vincent en Grenadines · Salomonseilanden · Samoa · San Marino ·  Sao Tomé en Principe · Saoedi-Arabië · Senegal · Seychellen · Sierra Leone · Singapore · Slovenië · Slowakije · Soedan · Somalië · Spanje · Sri Lanka · Suriname · Swaziland · Syrië · Tadzjikistan · Tanzania · Thailand · Togo · Tonga · Trinidad en Tobago · Tsjaad · Tsjechië · Tunesië · Turkije · Turkmenistan · Uruguay · Vanuatu · Venezuela · Verenigde Arabische Emiraten · Verenigde Staten · Vietnam · Wit-Rusland · Zambia · Zimbabwe · Zuid-Afrika · Zuid-Korea · Zweden · Zwitserland · Individuele olympische atleten